# Поле боя (фильм, 2024)
«Поле боя» (итал. Campo di Battaglia) — художественный фильм итальянского режиссёра Джанни Амелио с Алессандро Борги в главной роли. Премьера состоялась в августе 2024 года на 81-м Венецианском кинофестивале, в рамках основной программы.

## Сюжет
Действие фильма происходит во время эпидемии испанского гриппа после Первой мировой войны. Главные герои — два врача и медсестра, которые пытаются помочь больным в госпитале города Удине, соревнуясь между собой.

## В ролях
- Алессандро Борги
- Габриэль Монтези
- Федерика Роселлини

## Релиз и оценки
В августе 2024 года картину показали на 81-м Венецианском кинофестивале, в рамках основной программы. Критики оценили её не слишком высоко. По мнению Дарьи Тарасовой, это «совершенно необязательный фильм». Вероника Хлебникова-Бруни поставила «Полю боя» 4 балла из 10 «за какую-никакую попытку думать о цене и смысле лжи и правды». Настасья Горбачевская об этом фильме написала: "«50 оттенков ПТСР, признаюсь не досмотрела, но, надеюсь, что в конце были все зомби».